# Stephanie Okereke Linus

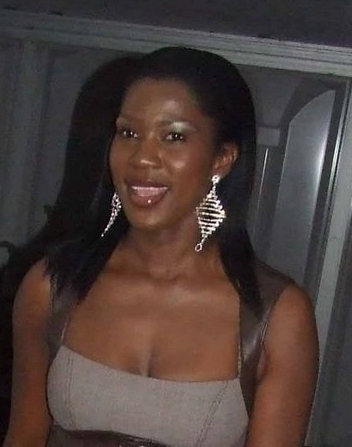
Okereke (2021)

Stephanie Okereke Linus, Stephanie Linus hoặc Stephanie Onyekachi Okereke (sinh ngày 2 tháng 10 năm 1982) là tên của một nữ diễn viên, đạo diễn và người mẫu người Nigeria. Trong đó, bà đã nhận được nhiều giải thưởng cũng như sự đề cử về với từ cách là diễn viên. Ngoài ra, bà cũng là Á hậu của Nigeria năm 2002. Vào năm 2011, bà được chính phủ Nigeria trao tặng huân chương quốc gia (huân chương cộng hòa liên bang).

## Thiếu thời
Bà là con thứ 6 trong gia đình 8 anh chị em. Sau khi học xong tiểu học và trung học tại bang Delta (bang), bà học trường đại học Calabar bang Cross River và tốt nghiệp với bằng cử nhân Anh ngữ và văn học.

## Sự nghiệp
Những 1997, bà đóng vai chính trong 2 bộ phim Nollywood (nền công nghiệp phim ảnh của Nigeria) là Compromise 2 và Waterloo. Năm 2002, bà nhận được danh hiệu Á hậu trong cuộc thi hoa hậu Nigeria.

## Đời sống cá nhân
Tháng 4 năm 2005, Stephanie Linus đến chương trình trao giải thưởng của học viện điện ảnh châu Phi tổ chức tại Yenagoa, bang Bayelsa, Nigeria thì bất ngờ gặp tại tai nạn. Hậu quả, bà bị bỏng và gãy xương chân.
Tháng 4 năm 2012, bà kết hôn với Linus Idahosa ở Paris, Pháp cùng với thành viên gia đình hai bên và những người bạn diễn của cô. Con trai đầu lòng của họ tên là Maxwell Enosata Linus được sinh ra vào tháng 10 năm 2015.

## Giải thưởng
Danh sách này không đầy đủ, bạn cũng có thể giúp mở rộng danh sách.
| Năm   | Sự kiện                                 | Giải thưởng                             | Của                    | Kết quả   |
| ----- | --------------------------------------- | --------------------------------------- | ---------------------- | --------- |
| 2002  | Most Beautiful Girl in Nigeria          | Á hậu                                   | Chính bà               | Đoạt giải |
| 2003: | What a Year Awards                      | Diễn viên xuất sắc nhất                 | Chính bà               | Đoạt giải |
| 2003  | Reel Awards                             | Diễn viên Anh ngữ xuất sắc nhất         | Chính bà               | Đoạt giải |
| 2003  | Reel Awards                             | Diễn viên xuất sắc nhất năm             | Chính bà               | Đoạt giải |
| 2004: | Afro-Dublin Awards                      | Diễn viên nổi bật                       | Chính bà               | Đoạt giải |
| 2004  | Film Makers of Nigeria                  | Giải thưởng cho sự xuất sắc             | Chính bà               | Đoạt giải |
| 2005: | 1st Africa Movie Academy Awards,        | Nữ chính xuất sắc nhất                  | Chính bà               | Đề cử     |
| 2006  | Afro Hollywood Award                    | Diễn viên xuất sắc nhất                 | Chính bà               | Đoạt giải |
| 2009  | 5th Africa Movie Academy Awards         | Nữ chính xuất sắc nhất                  | Phim Reloaded          | Đề cử     |
| 2009  | 5th Africa Movie Academy Awards         | Kịch bản xuất sắcc                      | Phim Through the Glass | Đề cử     |
| 2010  | 6th Africa Movie Academy Awards         | Nữ chính xuất sắc nhất                  | Phim Nnenda            | Đề cử     |
| 2013  | Montage Africa Women of Exllence Awards | Tiếng vang trong chính kịch và giải trí | Chính bà               | Đoạt giải |
| 2015  | 2015 Best of Nollywood Awards           | Phim xã hội xuất sắc nhất               | Phim Dry               | Đoạt giải |
| 2015  | 2015 Best of Nollywood Awards           | Diễn viên chính xuất sắc nhất           | Phim Dry               | Đề cử     |
| 2015  | 2015 Best of Nollywood Awards           | Đạo diễn xuất sắc nhất                  | Phim Dry               | Đề cử     |
| 2015  | 2015 Best of Nollywood Awards           | Phim của năm                            | Phim Dry               | Đề cử     |
| 2015  | Bentonville Film Festival               | Vai chính xuất sắc nhất                 | Phim Dry               | Đoạt giải |
| 2015  | ZAFAA Global Awards                     | Diễn viên xuất sắc nhất                 | Phim Dry               | Đoạt giải |
| 2015  | ZAFAA Global Awards                     | Phim xuất sắc nhất                      | Phim Dry               | Đoạt giải |
| 2015  | ZAFAA Global Awards                     | Nhà sản xuất xuất sắc nhất              | Phim Dry               | Đoạt giải |
| 2015  | ZAFAA Global Awards                     | Đạo diễn xuất sắc nhất                  | Phim Dry               | Đoạt giải |
| 2016  | 12th Africa Movie Academy Awards        | Phim Nigeria xuất sắc nhất              | Phim Dry               | Đoạt giải |
| 2016  | 12th Africa Movie Academy Awards        | Phim xuất sắc nhất                      | Phim Dry               | Đề cử     |
| 2016  | 12th Africa Movie Academy Awards        | Đạo diễn xuất sắc nhất                  | Phim Dry               | Đề cử     |
| 2016  | 2016 Africa Magic Viewers Choice Awards | Lượng người xem nhiều nhất (châu Phi)   | Phim Dry               | Đoạt giải |
| 2016  | 2016 Africa Magic Viewers Choice Awards | Đạo diễn xuất sắc nhất                  | Phim Dry               | Đề cử     |
| 2016  | 2016 Africa Magic Viewers Choice Awards | Phim xuất sắc nhất Tây Phi              | Phim Dry               | Đề cử     |
| 2016  | Pan African Film Festival               | Đậm chất văn hóa                        | Phim Dry               | Đoạt giải |
| 2016  | Nafca                                   | Diễn viên chính xuất sắc nhất           | Phim Dry               | Đoạt giải |
| 2016  | Nafca                                   | Lượng người xem nhiều nhất              | Phim Dry               | Đoạt giải |
| 2016  | Nafca                                   | Đạo diễn xuất sắc nhất                  | Phim Dry               | Đề cử     |
| 2016  | Nafca                                   | Kịch bản xuất sắc nhất                  | Phim Dry               | Đề cử     |
| 2016  | Nafca                                   | Phim chính kịch xuất sắc nhất           | Phim Dry               | Đề cử     |
| 2016  | DALA awards                             | Đại diện của Nollywood                  | Chính bà               | Đoạt giải |

## Phim ảnh
| Năm  | Tên phim                         | Diễn xuất        | Ghi chú |
| ---- | -------------------------------- | ---------------- | --- |
| 1997 | Compromise 2                     |                  | |
| 1997 | Waterloo                         |                  | |
| 2002 | Pretender                        |                  | với Patience Ozokwor và Tony Umez |
| 2002 | Blind Justice                    |                  | với Tony Umez |
| 2003 | Aristos                          |                  | |
| 2003 | Emotional Crack                  |                  | với Ramsey Nouah, Dakore Egbuson và Patience Ozokwor |
| 2003 | Genesis of Love                  |                  | |
| 2003 | Private Sin                      |                  | với Genevieve Nnaji, Richard Mofe-Damijo và Patience Ozokwor |
| 2003 | Queen Sheba                      |                  | |
| 2003 | The Cross of Love                |                  | với Patience Ozokwor |
| 2003 | Together as One                  |                  | |
| 2004 | Beautiful Faces                  |                  | với Ini Edo |
| 2004 | Critical Decision                |                  | với Genevieve Nnaji, Richard Mofe-Damijo & Mike Ezuruonye |
| 2004 | Deep Loss                        |                  | với Desmond Elliot |
| 2004 | Diamond Lady: The Business Woman |                  | |
| 2004 | Dream Lover                      | Benita           | |
| 2004 | Eye of the Gods                  |                  | với Ini Edo |
| 2004 | In the Name of Love              |                  | với Desmond Elliot |
| 2004 | Last Girl Stvàing                |                  | |
| 2004 | Magic Moment                     | Stephine Okereke | với Desmond Elliot |
| 2004 | Mama-G in America                |                  | với Patience Ozokwor |
| 2004 | Miss Nigeria                     |                  | |
| 2004 | More Than a Woman                |                  | |
| 2004 | My Mother My Marriage            |                  | |
| 2004 | Official Romance                 |                  | với Zack Orji |
| 2004 | Promise & Fail                   |                  | với Desmond Elliot |
| 2004 | Promise Me Forever               |                  | với Genevieve Nnaji |
| 2004 | Right Man for Me                 |                  | với Tony Umez |
| 2004 | Sensational Spy                  |                  | |
| 2004 | Strength of a Woman              |                  | |
| 2004 | To Love Again                    |                  | |
| 2004 | Virgins Night Out                |                  | |
| 2004 | Working Class Lady               |                  | với Rita Dominic |
| 2005 | A Time to Die                    |                  | |
| 2005 | Days of Bondage                  | Lucia            | |
| 2005 | Guys on the Line                 |                  | với Rita Dominic |
| 2005 | Lonely Hearts                    |                  | với Ini Edo |
| 2005 | Ola... the Morning Sun           |                  | với Pete Edochie |
| 2005 | Omalinze                         | Adaugo           | với Onyeka Onwenu |
| 2005 | Price of Ignorance               |                  | với Pete Edochie |
| 2005 | Princess of Wealth               |                  | |
| 2005 | Royal Battle                     |                  | |
| 2005 | Street Fame                      |                  | |
| 2005 | Windfall                         |                  | |
| 2005 | Woman on Top                     |                  | |
| 2006 | Behind the Plot                  |                  | với Desmond Elliot |
| 2006 | Daytime Lovers                   | Binta            | với Tony Umez |
| 2006 | Efficacy                         |                  | với Desmond Elliot |
| 2006 | Shut In                          |                  | |
| 2006 | Sitvàa                           |                  | kịch bản viết bởi Izu Ojukwu, phim này nhận được 9 sự đề cử và thắng 5 giải tại 3rd African Movie Academy Awards in 2007, bao gồm giải Phim nigeria xuất sắc nhất và cảnh quay đẹp nhất. |
| 2006 | The Law Students                 |                  | |
| 2006 | The Preacher                     |                  | |
| 2006 | Upside Down                      |                  | với Patience Ozokwor và Tony Umez |
| 2007 | A Time to Love                   | Hope             | với Desmond Elliot |
| 2007 | Governor's Wife                  |                  | với Ramsey Nouah |
| 2008 | Mission to Nowhere               |                  | |
| 2008 | Hidden Treasure                  | Nadine           | với Ramsey Nouah, Nadia Buari & Olu Jacobs |
| 2008 | Through the Glass                | Ada              | với Garrett McKechnie, Christy Williams, Pascal Atuma |
| 2009 | Nnenda                           |                  | Đạo diễn phim là Izu Ojukwu. Nó nhận được 3 sự đề cử tại African Movie Academy Awards in 2010, bao gồm cả Trái tim châu Phi                                                              |
| 2009 | Reloaded                         | Weyinmi          | với Ramsey Nouah, Desmond Elliot, Rita Dominic & Nse Ikpe Etim |
| 2014 | Dry                              | Dr Zara          | với Liz Benson |
| 2015 | Make Me Fabulous                 |                  | |
| 2016 | Boonville Redemption             | Doris            | với Pat Boone, Ed Asner, Diane Ladd và Richard Tyson |